# Деревянный телёнок
«Деревянный телёнок» (нем. Das hölzerne Kälbchen) — детский фильм 1961 года производства ГДР, снятый режиссёром Бернхардом Тиме по мотивам сказки «Мужичонка» братьев Гримм.

## Сюжет
У заснувшего пастуха, который пас на лугу деревенскую скотину, третий раз за последнее время крадут телёнка, и на этот раз последнего, оставшегося у бедного крестьянина. Деревенский бедный молодой мужчина (Бюрле) вырезает из дерева телёнка, которого крестьяне затем ставят на пастбище в качестве приманки для поимки воров. Дети Бюрле с тревогой наблюдают, как неизвестный крадёт теленка, и неистово преследуют вора по небольшой лесистой местности. Скоро всем становится известно, что человеком, воровавшим скотину, оказался староста — один из трёх богатых крестьян деревни. По делу о краже скотины созывается судебное заседание, которое возглавляют эти трое богатых крестьян, а священник, выступающий в роли судебного заседателя, получает от них взятку в размере 300 талеров. Несмотря на то, что на заседании были представлены улики, доказывающие вину старосты, он и двое богатых крестьян обвиняют Бюрле в введении суда в заблуждение. А пастух в наказание должен зарезать свою единственную корову.
По дороге на рынок Бюрле, нёсший на продажу шкуру убитого быка, попадает в дождь и находит в гужевой повозке промокшего ворона.
Чтобы согреться и просохнуть, он заходит в дом кузнеца, где застаёт только его супругу. Жена кузнеца не любила бедных крестьян и была на стороне богачей,
которые, на её взгляд, не могут лгать. Она также не доверяла своему мужу, который принял сторону бедняков, и желает разоблачения старосты деревни. После того
как промокший Бюрле прилёг отдохнуть возле печи, в доме появляется священник, которого жена кузнеца радушно встречает и подносит угощения. Услышав шаги мужа,
она прячет священника в сундук, а угощения — в разные места дома. Бюрле, наблюдавший за происходящим, представляет кузнецу найденного ворона как
предсказателя, который постепенно указывает все места в доме, где спрятана еда. После того как кузнец поставил всю найденную еду на стол, Бюрле с помощью
своего предсказателя показывает на сундук, в котором спрятан сам дьявол. Бюрле и кузнец выносят сундук со священником из дома и начинают катать на гужевой
повозке. Утомлённый священник умоляет их выпустить его из сундука за вознаграждение в 300 талеров, полученных от трёх богатых крестьян деревни. В
благодарность за освобождение священник просит их никому не говорить о случившемся и рассказывает Бюрле и кузнецу о том, что трое богатых крестьянина воруют
и съедают телят, потому что хотят согнать бедняков с их земель.
Разбогатевший Бюрле начинает строительство дома для своей семьи. Глава общины и двое других богачей начинают интересоваться, на какие деньги Бюрле строит
дом. Он рассказывает им, что 300 талеров он выручил за шкуру убитого быка пастуха, удачно проданную на рынке. Трое богатых крестьян нагружают свои повозки шкурами животных и едут продавать их на городской рынок. Но там над ними все только смеются. Опростоволосившиеся богачи в отместку похищают Бюрле и хотят утопить его в озере. Священник, которого богачи оставляют наедине с Бюрле для того, чтобы отпустить грехи перед смертью, выпускает его из мешка. Пока богатые крестьяне отсутствовали, Бюрле придумывает план, как перехитрить их. Он наполняет мешок камнями и ставит его обратно на мосток. А помогают ему в этом его соратники — пастух и кузнец. Вернувшиеся богачи вместо Бюрле бросают в воду мешок, наполненный камнями. Вскоре им на встречу движется мокрый Бюрле с большой отарой овец, которую он одолжил у пастуха. Бюрле рассказывает богачам, что поднял отару овец со дна озера. Обезумевшие богачи на потеху жителям деревни бросаются в озеро искать животных. Бюрле добавляет к сказанному, что животных на дне озера может найти лишь тот, кто покаялся в своих грехах. После того как богатые крестьяне признаются в краже трёх телят, их под громкий смех с позором прогоняют из деревни.

## В ролях
- Гюнтер Хаак — Бюрле
- Урсула Альбертс — жена Бюрле
- Курт Штайнграф — староста
- Гертруд Брендлер — жена старосты
- Вилли Нойенхан — кузнец
- Лоре Фриш — жена кузнеца
- Вальтер Юпе — пастор
- Ханс-Петер Райнеке — пастух
- Освальд Фёрдерер — первый богатый крестьянин
- Эрих Фритце — второй богатый крестьянин
- Нико Турофф — первый бедный крестьянин
- Вернер Вюсте — второй бедный крестьянин
- Франц Кристоф Гирке — сын Бюрле
- Ирис Хевальд — дочь Бюрле
- Манфред Крооп — сын Бюрле
- Рольф Лозански — бедный крестьянин
- Сабина Фрайтаг — бедная крестьянка
- Марианна Госсов — бедная крестьянка

## Производство
Съёмки фильма проходили осенью 1959 года в районе Штюкен и Шёнхаген. 1 апреля 1960 года фильм был представлен комиссии
по приёмке фильмов, которая отклонила его, в частности, из-за несоответствия жанру сказки. Кроме того, было отмечено, что из-за «порочной слабости»
священника фильм приобретает «негативное политическое значение». Только после нескольких переработок, сокращений и дополнительных съёмок фильм был допущен комиссией по приёмке фильмов 21 декабря 1960 года. Премьера «Деревянного телёнка» состоялась 8 мая 1961 года в Берлине, а 12 мая 1961 года он был показан в кинотеатрах ГДР. В июле 2004 года фильм был выпущен на DVD.

## Критика
Современная критика отмечала, что не совсем понятно, насколько необходимо для них [бедных] защищаться всеми средствами. Таким образом, подлинный
социально-критический подтекст теряется в фильме.
По мнению Lexikon des internationalen Films, «Деревянный телёнок» — невзрачный, зажатый и без фантазии поставленный фильм-сказка по мотивам
братьев Гримм.